# Замок Хиллсборо
Замок Хиллсборо (англ. Hillsborough Castle) — один из замков Ирландии, расположен в графстве Даун, Северная Ирландия. Замок Хиллсборо является официальной резиденцией правительства в Северной Ирландии. Это резиденция государственного секретаря по делам Северной Ирландии и официальная резиденция в Северной Ирландии Его Величества Короля Карла III и других членов британской королевской семьи, когда они посещают этот регион, а также гостевой дом для видных иностранных гостей.
Замок Хиллсборо был официальной резиденцией губернатора Северной Ирландии с 1924 года до отмены этой должности в 1973 году. С апреля 2014 года замок Хиллсборо объявлен памятником истории и архитектуры, находится под управлением общества «Исторические королевские дворцы». Замок открыт для публики в определенные периоды времени.

## История

### Строительство
Замок Хиллсборо расположен в поселке Хиллсборо  на северо-западе графства Даун. Этот замок не является настоящим замком. Построен в георгиевском стиле в XVIII веке для семьи Хилл — маркизов Дауншир, владевшими этим замком до 1922 года, когда VI маркиз Дауншир продал особняк британскому правительству.

### Правительственная резиденция
При покупке этого замка правительство Великобритании решило конкретную проблему. Согласно закону об Ирландии 1920 года в Великобритании возник новый отдельный регион — Северная Ирландия, которая была создана в рамках провинции Ольстер. Исполнительная власть Северной Ирландии была представлена лордом-наместником Ирландии. Однако, эта должность была упразднена согласно англо-ирландскому договору 1921 года, фактически упразднена должность лорд-наместника Южной Ирландии (который на самом деле существовал в основном на бумаге).

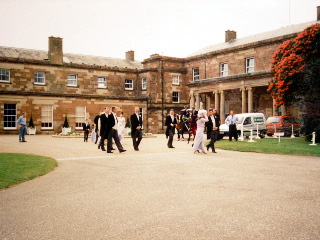
Замок Хиллсборо посещает публика.

Новый офис для лорд-наместника Северной Ирландии был создан, чтобы заполнить пустоту, для губернатора Северной Ирландии. Замок Хиллсборо стоит за пределами крупнейшего города Северной Ирландии — Белфаста, был признан подходящим местом для резиденции губернатора. После некоторых ремонтных работ первый губернатор Северной Ирландии, 3-й герцог Аберкорн, переехал в 1925 году в замок Хиллсборо. Став официальной резиденцией губернатора, замок Хиллсборо был официально переименован в Дом правительства.
После принятия решения об отмене делегированной системы государственного управления Северной Ирландии и создание института прямого правления из Лондона, все правительственные должности Северной Ирландии, в том числе должности губернатора и премьер-министра Северной Ирландии были отменены. Эти две должности были фактически объединены, чтобы создать пост государственного секретаря по делам Северной Ирландии. Как представитель королевы, госсекретарь находится в замке Хиллсборо — как и младшие министры, хотя члены королевской семьи при посещении Северной Ирландии останавливаются именно в этом замке.

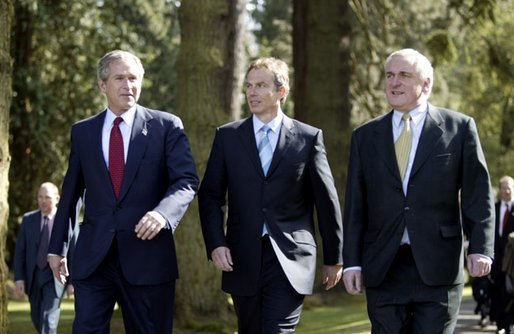
Высокие гости в замке Хиллсборо.

Королева Великобритании Елизавета II и Его Королевское Высочество Герцог Эдинбургский останавливались в замке Хиллсборо во время своего визита в Северную Ирландию в рамках турне Золотого Юбилея по Великобритании в 2002 году. В 2014 году принц Уэльский провел инвеституру в замке Хиллсборо, чем подтвердил статус замка как королевского дворца в Северной Ирландии.

### Место политических соглашений и переговоров
Замок Хиллсборо был местом заключения многих политических соглашений. В частности здесь было заключено противоречивое англо-ирландское соглашение 15 ноября 1985 года. Ирландский Тишек (Taoiseach)— парламент в лице премьер-министра Гаррета Фитцджеральда считал, что подписание Соглашения в замке Хиллсборо позволит пойти на компромисс с юнионистами Ольстера. Однако как с ирландского стороны так и с стороны юнионистов были многочисленные протесты против этого соглашения и впоследствии соглашение ничего не достигло.
В замке Хиллсборо было проведено много решающих переговоров, приведших к подписанию Соглашения в Белфасте. Лидеры многих политических сил: Джерри Адамс (Шинн Фейн), Джон Хьюм (Социал-демократическая и лейбористская партии), Дэвид Тримбл (Ольстерская юнионистская партия), Преподобный Ян Пейсли (Демократическая партия юнионистов) встречались здесь для обсуждения болезненных политических и конституционных вопросов Ольстера. Замок Хиллсборо также был использован в январе 2010 года для проведения переговоров между премьер-министром Великобритании Гордоном Брауном и премьер-министром Ирландии Брайаном Коуэном, представителей Демократической юнионистской партии и Шинн Фейн относительно кризиса в северо-ирландской полиции, которая угрожала взорвать правительство Северной Ирландии.
Мо Моулам открыла большие территории замка для публики. Предыдущие государственные секретари не делали этого из-за страха перед атаками ИРА. Но в замке есть средства защиты: пуленепробиваемое стекло, специальные рамы в окнах и др.
Кроме членов британской королевской семьи и политиков из Северной Ирландии, политиков из Соединенного Королевства и Республики Ирландии, некоторые международные деятели посещали замок Хиллсборо и останавливались в нем. В 2003 году Президент США Джордж Буш посетил замок.